# 알라위국
알라위국(아랍어: دولة جبل العلويين 프랑스어: Alaouites)은 시아파 분파인 알라위파의 이름을 따서 명명한 자치 지역이다. 프랑스 위임통치령 시리아 내에 위치하였으며 1920년부터 1946년까지 프랑스의 관할하에 있었다.